# Josef Kramer
Josef Kramer (München, 10 november 1906 – Hamelen, 13 december 1945) was een Duits concentratiekampcommandant in onder meer Bergen-Belsen.
Kramer sloot zich in 1934 aan bij de SS en bezette hoge functies in diverse concentratiekampen (Natzweiler, Auschwitz en Bergen-Belsen). In Natzweiler (1942) en Auschwitz (1944) was hij verantwoordelijk voor selecties en vergassingen. In Bergen Belsen, het laatste kamp waarvan hij commandant was, had de kampleiding in 1945, tijdens de ineenstorting van het Derde Rijk, geen enkele greep meer op de toestand en stierven de gedetineerden in groten getale. De geallieerden telden meer dan 13.000 stoffelijke overschotten. Anders dan vele van zijn ondergeschikten, sloeg Kramer niet op de vlucht.
Josef Kramer werd tijdens het Bergen-Belsenproces op 17 november 1945 door een Britse militaire rechtbank in Lüneburg ter dood veroordeeld en op 13 december 1945 in de gevangenis van Hamelen opgehangen. Het vonnis werd voltrokken door de daarvoor speciaal overgevlogen Engelse beul Albert Pierrepoint.

## Militaire loopbaan
- SS-Unterscharführer: 1933
- SS-Scharführer: september 1934
- SS-Hauptscharführer: april 1935
- SS-Untersturmführer: 20 april 1937[2]
- SS-Obersturmführer:  januari 1939
- SS-Hauptsturmführer: 1 juni 1942

## Lidmaatschapsnummers
- NSDAP-nr.: 753 597 (1931)[2]
- SS-nr.: 32 217 (lid 20 juni 1932)[2]

## Decoraties
- Kruis voor Oorlogsverdienste, 1e Klasse en 2e Kasse

- Bibliothèque nationale de France: cb12093426t (data)
- Gemeinsame Normdatei: 124550169
- International Standard Name Identifier: 0000 0000 6643 366X
- Library of Congress Control Number: n83206116
- Nationale Bibliotheek van Israël: 987007264138805171
- Nationale Bibliotheek van Polen: a0000003675238
- SNAC: w65x2c4s
- Système universitaire de documentation: 029271983
- Virtual International Authority File: 46788182
- WorldCat: E39PBJtCGxDWHD3jY6xGvBWFKd